# فلاورجان
فَلاوَرجان مدينة في ولاية فلاورجان من ولاية أصفهان من إيران.

## أعلام
- مهدي أميني
- هادي جعفري